# Charlotta Belgická
Charlotta Belgická (plným jménem Marie Charlotta Amélie Augustine Victoire Clémentine Léopoldine, 7. června 1840, Laeken – 19. ledna 1927, Brusel) známá pod španělskou verzí svého jména Carlota, byla rodem belgická princezna a členka rodu Wettinů z větve Sasko-Kobursko-Gothajské (jako taková byla také titulována jako princezna Sasko-Kobursko-Gothajská a vévodkyně v Sasku). Jako manželka arcivévody Maxmiliána Rakouského, místokrále lombardsko-benátského a později císaře mexického, se stala arcivévodkyní rakouskou (v roce 1857) a císařovnou mexickou (v roce 1864). Byla dcerou, vnučkou, sestrou, švagrovou, sestřenicí a manželkou vládnoucích nebo sesazených panovníků v celé Evropě a Mexiku.
Od počátku manželství vedla spory s císařovnou Alžbětou ve Vídni a byla ráda, když byl její manžel vyslán do Itálie jako místokrál Lombardska-Benátska V té době si ho císař Napoleon III. vybral jako představitele svého navrhovaného francouzského císařství v Mexiku a Charlotta překonala manželovy pochybnosti o tomto plánu. Maxmilián a Šarlota řádně dorazili do Mexika v roce 1864, ale jejich vláda trvala jen o málo déle než tři roky. Pomáhala svému manželovi, který ji nechal vládnout jako regentku v době své nepřítomnosti v Mexiku, pročež je považována za první ženu vládnoucí v Americe. Když Napoleon III. nařídil stažení francouzské vojenské pomoci určené na podporu Maxmiliána, situace mexického císařského páru se stala neudržitelnou.
Z vlastní iniciativy se Charlotta rozhodla osobně odjet do Evropy, aby se pokusila o konečné přiblížení k Paříži a Vatikánu. V srpnu 1866 přistála ve Francii, ale postupně se setkala s odmítavým postojem Napoleona III. i papeže Pia IX. V Římě se zdálo, že neúspěch její mise ohrožuje její duševní zdraví do té míry, že se vídeňský lékař vyslovil pro Charlottino uzavření na zámku Miramare. Právě během jejího pobytu v domácím vězení byl Maxmilián sesazen a v červnu 1867 popraven Benitem Juárezem. Charlotta, která nevěděla, že je nyní vdovou, byla převezena zpět do Belgie a postupně zavřena v Pavilionu de Tervueren (v roce 1867 a znovu v letech 1869-1879), v paláci Laeken (v letech 1867-1869) a nakonec na zámku Bouchout v Meise (od roku 1879), kde zůstala následujících 48 let ve špatném duševním stavu, který od té doby vyvolával řadu spekulací, než v roce 1927 ve věku 86 let zemřela.

## Původ, mládí

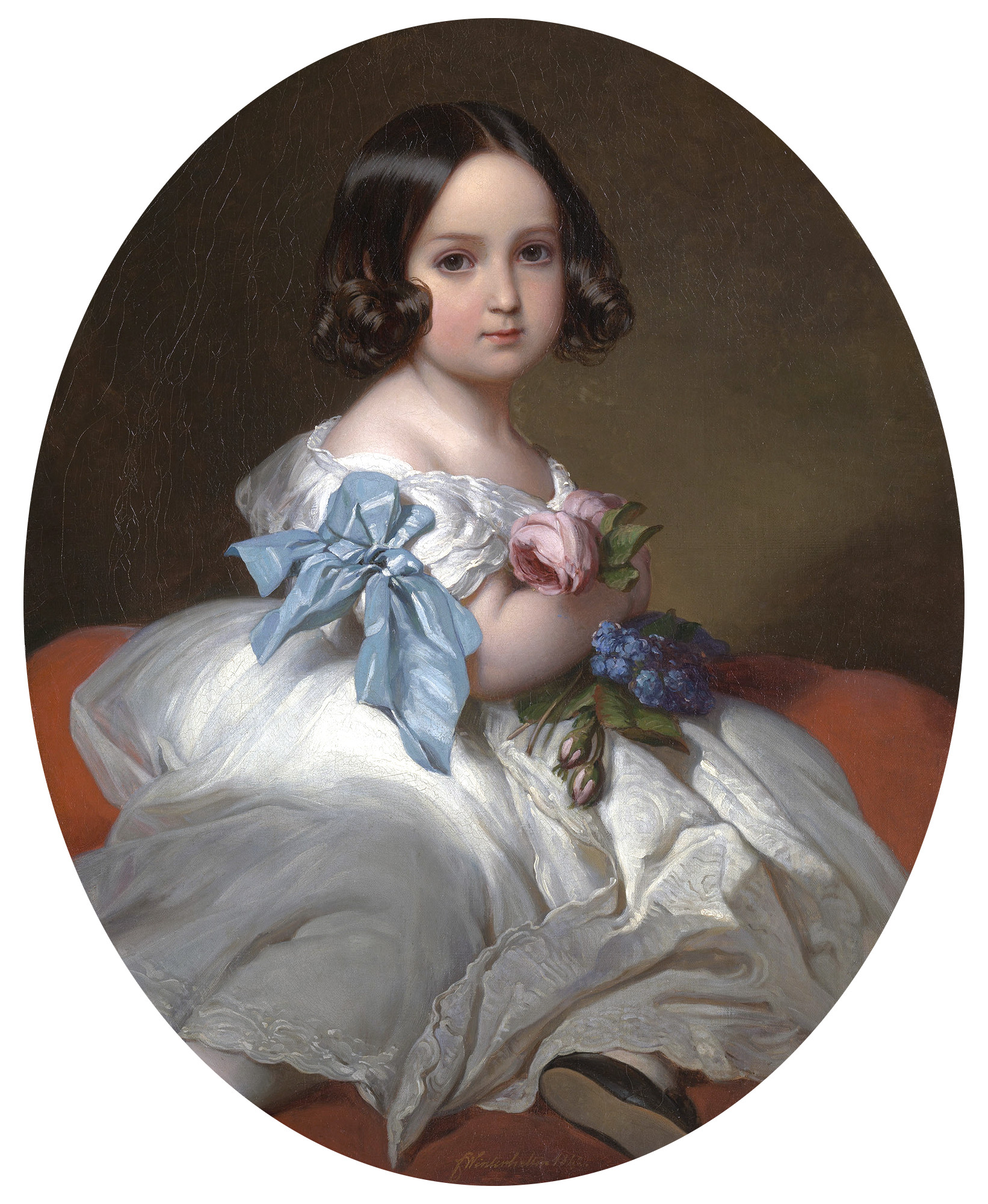
Princezna Charlotta Belgická na portrétu Franze Xavera Winterhaltera, 1842

Marie Charlotta Amélie Augustine Victoire Clémentine Léopoldine Sasko-Kobursko-Gothajská, známější pod jménem Charlotta, byla dcerou belgického krále Leopolda I. a Luisy Orleánské. Její křestní jméno je poctou zesnulé princezně Šarlotě z Walesu, první manželce jejího otce. Byla čtvrtým a posledním dítětem a jedinou dcerou belgického královského páru po Ludvíku Filipovi (zemřel v necelém roce 1834), Leopoldovi (narozen 1835) a Filipovi (narozen 1837). Poslední těhotenství královny Luisy bylo tak náročné, že v dubnu panovaly obavy z potratu, ale 7. června 1840 v jednu hodinu ráno se v paláci Laeken narodila zdravá Charlotta. Král Leopold I. byl zpočátku zklamán narozením dcery, která v té době nebyla v Belgii následníkem trůnu, ale postupně byl dcerou okouzlen a ta se časem stala jeho nejoblíbenějším dítětem. Charlotta byla prostřednictvím své matky vnučkou francouzského krále a královny Ludvíka Filipa I. a Marie Amálie Neapolsko-Sicilské a prostřednictvím svého otce byla první sestřenicí královny Viktorie ze Spojeného království Velké Británie a Irska; díky těmto vztahům a kromě pravidelných letních pobytů ve městě Ostende trávila Charlotta dlouhé prázdniny u svých prarodičů z matčiny strany ve francouzských královských rezidencích a u své sestřenice na hradě Windsor. Byla si blízká s babičkou z matčiny strany, královnou Marií Amálií, a pravidelně si dopisovaly; po francouzské revoluci v roce 1848, která svrhla její prarodiče z trůnu a vyhnala je do Anglie, pobývala Charlotta několik týdnů v roce v Claremontu s rodinou své matky v exilu.

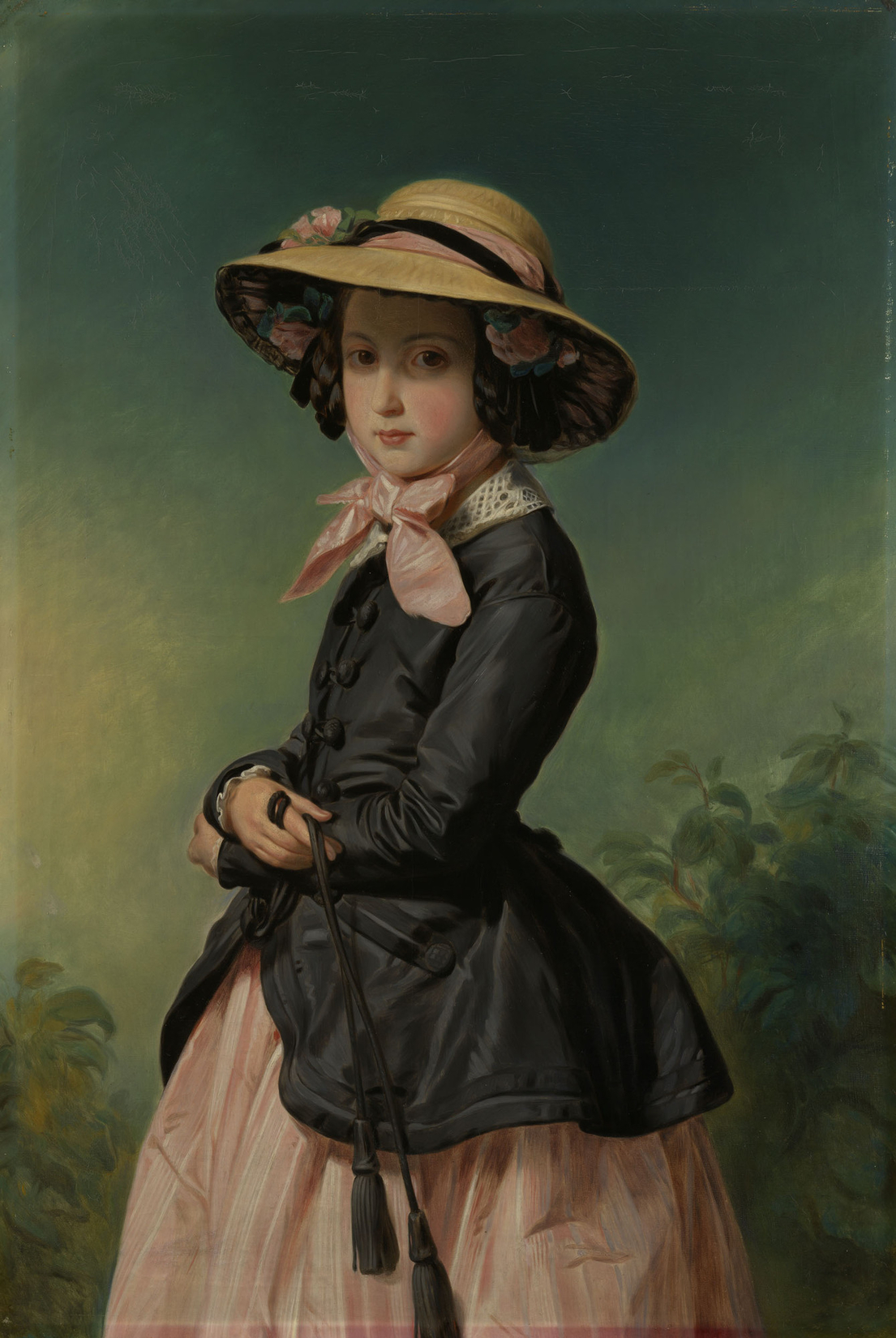
Princezna Charlotta Belgická na portrétu Hermanna Winterhaltera, 1848

Když 11. října 1850 zemřela její matka, bylo Charlottě pouhých 10 let. Z bouřlivé a upovídané holčičky se rychle stala zádumčivá a introvertní teenagerka. Zesnulá královna Luisa osobně dohlížela na výchovu a vzdělávání královských dětí. Král respektoval přání své zesnulé manželky a pověřil francouzskou šlechtičnu hraběnku Denisu d'Hulst, aby se starala zejména o Charlottu, jíž se stala guvernantkou. Leopold I., který z Laekenu utekl, jakmile to bylo možné, se se svými dětmi příliš nestýkal a ty tím trpěly. Charlotta se velmi brzy dokázala ústně i písemně vyjadřovat ve francouzštině, angličtině a němčině. Její výuka náboženství byla svěřena Victoru-Augustovi-Isidorovi Deschampsovi, pozdějšímu kardinálovi a arcibiskupovi v Mechelenu, a tedy primasovi Belgie. Náboženství zaujímalo v životě princezny významné místo.
Leopold I. požadoval, aby jeho děti často zpytovaly svědomí, protože věřil, že korunované hlavy musí mít velkou sílu charakteru. Po návratu madame d'Hulst do Francie Charlottu vychovávala její nová guvernantka hraběnka Marie-Auguste de Bovée, která ji nabádala, aby denně četla a rozjímala nad knihou Následování Krista. Ve třinácti letech byl jejím oblíbeným autorem Plútarchos, zatímco Ovidia považovala za dětinského. Velmi brzy byla přesvědčena, že královská rodina bude muset být Bohu zodpovědnější než zbytek lidstva, její posedlost učením činila společnost nevýraznou, napsala v 15 letech. V tomto věku byla Charlotta vnímána jako odtažitá kráska, která si byla vědoma své důstojnosti a snažila se dosáhnout nedosažitelné morální dokonalosti, měla sklon k přísnému posuzování lidí kolem sebe a více si rozuměla se svým bratrem Filipem než s Leopoldem.

## Manželství

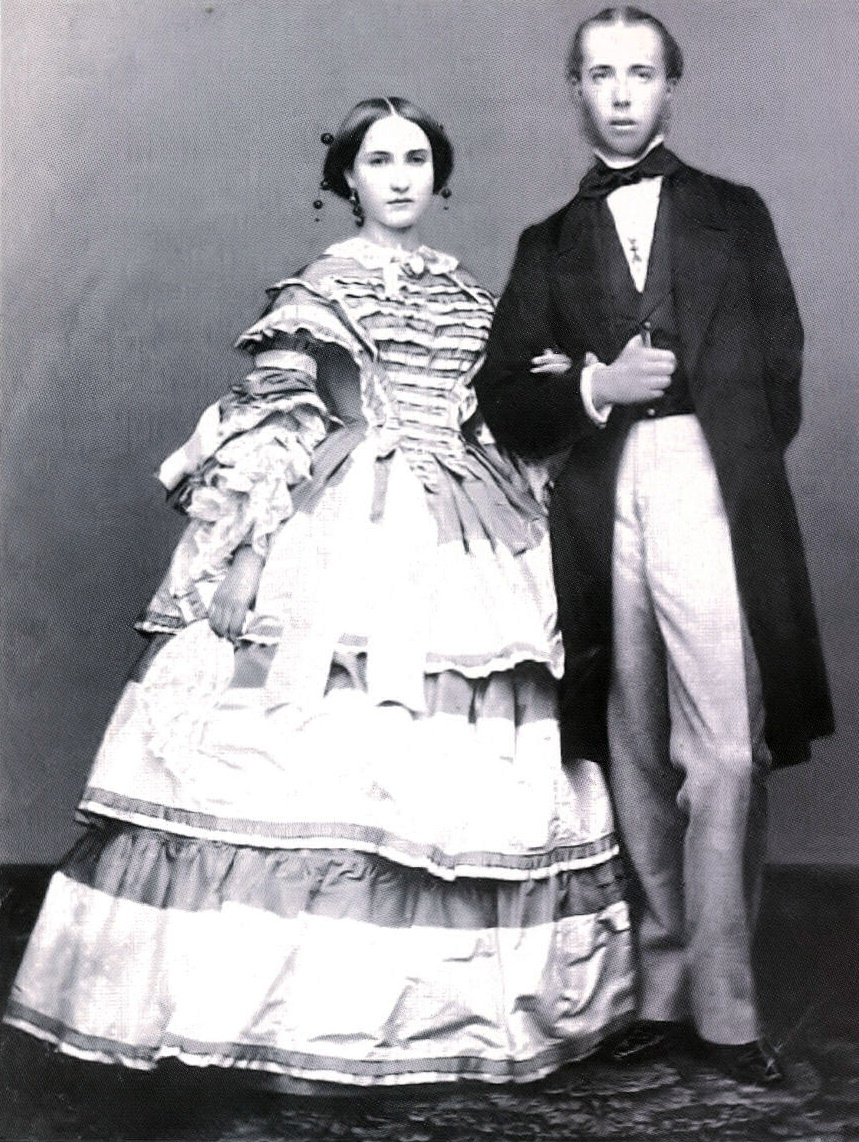
Charlotta Belgická a její snoubenec arcivévoda Maxmilián Rakouský, 1857

V mládí se Charlotta podobala své matce a byla známá jako kráska s jemnými rysy. To z ní spolu s jejím postavením jediné dcery belgického krále činilo žádoucí partii. V roce 1856, kdy se chystala oslavit své šestnácté narozeniny, usilovali o její ruku dva nápadníci: saský princ Jiří (který byl rychle odmítnut) a portugalský král Pedro V. Druhý jmenovaný byl oblíbeným kandidátem královny Viktorie i krále Leopolda I. Z osobního rozhodnutí a pod vlivem madame d'Hulst (která potvrdila, že na portugalském dvoře by jí žádný kněz nerozuměl) Charlotta nabídku k sňatku od krále Pedra V. odmítla: „Pokud jde o Pedra, je to trůn, to je pravda, byla bych královnou a Veličenstvem, ale co na tom, koruny jsou dnes těžkým břemenem a jak člověk později lituje, že podlehl takovým bláznivým úvahám."
V květnu 1856 se Charlotta v Bruselu setkala s rakouským arcivévodou Maxmiliánem, mladším bratrem císaře Františka Josefa I. Tento o osm let starší princ ji okamžitě okouzlil. Údajně prohlásila: „Toho si vezmu za manžela." Její otec nechal Charlottě volbu budoucího manžela; jak dosvědčila v dopise adresovaném své babičce Marii Amálii: „Napsal mi ten nejnestrannější dopis, v němž mi předložil před oči výhody jednoho i druhého, aniž by mě chtěl jakkoli ovlivnit." Pokud jde o Leopolda I., ten svému budoucímu zeti napsal: „V květnu jste si získal veškerou mou důvěru a přízeň. Všiml jsem si také, že moje holčička tyto dispozice sdílí; bylo však mou povinností postupovat obezřetně." Charlotta prohlásila: ,,Kdyby arcivévoda získal italské místokrálovství, jak se o tom mluví, bylo by to okouzlující, víc si nepřeji." Oficiální zasnoubení se konalo 23. prosince 1856.
Charlotta se zdála být nadšená vyhlídkou na sňatek s Maxmiliánem a chválila snoubence, kterému předpovídala výjimečný osud. Maxmilián se při vyjednávání o věnu své nevěsty jevil méně nadšeně. Arcivévoda o své snoubence prohlásil: „Ona je malá, já jsem vysoký, což musí být. Ona je bruneta, já jsem blonďák, což je také dobře. Je velmi inteligentní, což je trochu nepříjemné, ale nepochybně to překonám." Svatební obřad se konal 27. července 1857 v královském paláci v Bruselu. Toto spojenectví s habsbursko-lotrinským rodem posílilo legitimitu nedávno založené belgické dynastie.
Císař Napoleon III. věnoval manželům jako svatební dar bustu Charlotty. Na vídeňském dvoře ji přivítala její tchyně, arcivévodkyně Žofie, která v ní viděla ideální příklad manželky pro rakouského arcivévodu. To přispělo k napjatým vztahům mezi Charlottou a císařovnou Alžbětou, manželkou Františka Josefa I., k níž se Žofie chovala poměrně krutě. Říká se, že se Charlottě nelíbilo hluboké pouto, které existovalo mezi Alžbětou a Maxmiliánem, kteří byli důvěrníky a měli stejný vkus pro mnoho věcí, zejména proto, že její švagrová byla všeobecně obdivována pro svou krásu a půvab.

## Život v Itálii a Miramare

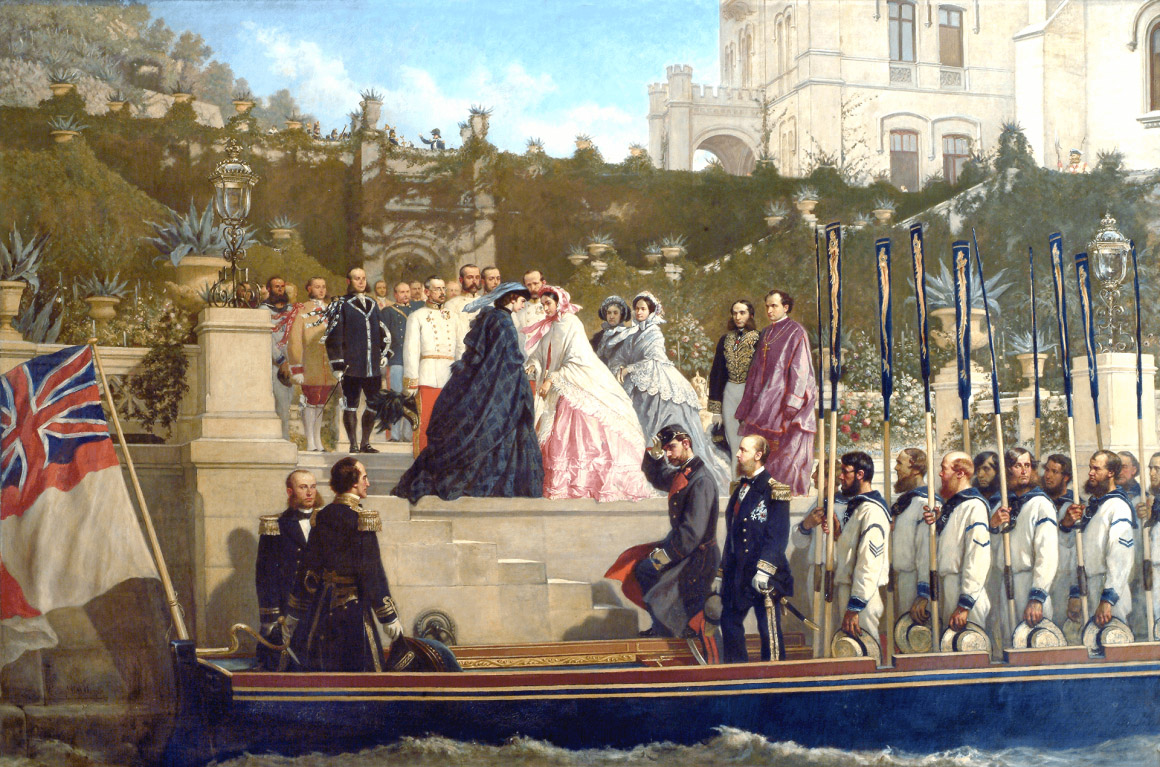
Návštěva císařovny Alžběty na zámku Miramare v roce 1861, autor Cesare Dell'Acqua, 1865. Charlotta Belgická (v růžových šatech) vítá Alžbětu, zatímco její manžel Maxmilián a jeho bratr císař František Josef I. čekají na lodi.

V září 1857 jmenoval rakouský císař František Josef I. svého bratra Maxmiliána místokrálem Lombardsko-benátského království. Po krátké zastávce v Schönbrunnu, kde se setkali s rakouskou císařskou rodinou, se novomanželé vydali na Maximiliánův zámek Miramare, kde pobývali osm dní. Poté navštívili Benátky a Veronu. Dne 6. září 1857 Charlotta a Maxmilián slavnostně vstoupili do Milána, kde byli vřele přivítáni. Některé noviny tvrdily, že jejich příjezd působil směšně kvůli příliš zdobeným kočárům a livrejím. Leopold, vévoda brabantský, napsal flanderskému hraběti: „Všichni sluhové měli halapartny! V Paříži jsme o tom hodně mluvili. Hřešíme-li zde přílišnou jednoduchostí, vyčítají nám buvolí přepych z jiné doby, který se dnes zdá být příliš nemístný."
V Itálii arcivévodský pár oficiálně pobýval v Miláně, sídle vlády Lombardsko-benátského království. Někdy pobývali v královském paláci, ale také v komornější vile v Monze. Ve funkci místokrále měl Maxmilián k dispozici významný dvůr včetně komořích a majordomů. Charlotta byla obklopena hofmistryní, dvorními dámami a početnou družinou. Zdá se, že Charlotta si pobyt v Benátkách užívala. O Velikonocích roku 1858 se s Maxmiliánem plavila po Canal Grande na palubě slavnostní gondoly. Charlotta také navštívila několik charitativních institucí a škol. Na jejich počest se konaly hostiny a plesy, ale místní aristokraté byli nápadně nepřítomní.
V roce 1859 získala Charlotta ostrov Lokrum a jeho rozpadlý klášter. S Maxmiliánem se pustili do přestavby benediktinského kláštera na vedlejší rezidenci. V soukromí začal Maxmilián svou ženu zanedbávat a ta si po roce manželství stěžovala na samotu a nudu.
10. dubna 1859 byl Maxmilián donucen svým bratrem císařem odstoupit z funkce lombardsko-benátského místokrále. Snažil se provést reformy, které vláda ve Vídni považovala za příliš liberální, projevoval shovívavost vůči italským povstalcům a byl příliš rozhazovačný.
Šarlota a Maxmilián se proto uchýlili na zámek Miramare na jednom konci Terstského zálivu. Stavba zámku pokračovala po celý rok 1860 podle Maxmiliánem připravených plánů, které byly částečně financovány z Šarlotina věna. V korespondenci Charlotta vykreslila idylický portrét této doby v Miramare, ačkoli se zdálo, že odcizení obou manželů je čím dál výraznější. Charlotta se věnovala jízdě na koni, malování a plavání. Významně se podílela na plánování uspořádání a sochařské výzdoby rozsáhlých zahrad Miramare a zároveň přispěla některými vlastními obrazy do galerie paláce.
V prosinci 1859 se Charlotta a Maxmilián vydali na plavbu na jachtě Fantasia, která je v prosinci 1859 zavedla na Madeiru, na místo, kde před šesti lety zemřela brazilská princezna Marie Amélie, kdysi zasnoubená s Maxmiliánem. Arcivévoda na tomto místě prožíval intenzivní lítost a melancholické myšlenky. Charlotta zůstala ve Funchalu tři měsíce sama, zatímco její manžel pokračoval v cestě do Brazílie, kde navštívil tři státy: nejprve Bahii, poté Rio de Janeiro a nakonec Espírito Santo. Po návratu z cesty se Maxmilián vrátil přes Funchal, kde se s Charlottou připravovali na návrat do Terstu. Nejprve se zastavili v Tétuánu, kde zakotvili 18. března 1860.
3. října 1863 dorazila na zámek Miramare delegace konzervativních mexických prominentů, aby arcivévodovi oficiálně nabídla korunu své země. Většinou se jednalo o reakční emigranty, kteří pobývali v Evropě a ve své vlasti se těšili jen omezené podpoře. Ve skutečnosti jednání na toto téma probíhala již více než dva roky: Císař Napoleon III. zamýšlel vytvořit v Mexiku „latinský a katolický“ satelitní stát, který by omezil vliv Spojených států amerických, jež se v té době nacházely v sevření občanské války. V tomto projektu ho podporovala vyhlídka na obnovení francouzských investic a půjček, které byly ohroženy chaotickou politickou situací v Mexiku. S papežskou podporou proto hledal vhodnou figuru, která by sloužila jako nominální císař Mexika. Jeho volbou byl Maxmilián, který již neměl žádnou moc v Rakouskem ovládaných částech severní Itálie a toužil po náročnější roli. Francouzský císař přislíbil Maxmiliánovi vojenskou podporu, pokud bude souhlasit s odchodem do Mexika. Maxmilián však váhal a pomalu s tímto počinem souhlasil. Císař František Josef I. se k návrhu stavěl nejednoznačně a jeho ministři zpochybňovali jeho smysluplnost. Maxmilián podmínil svůj souhlas ratifikací mexickým lidem. Svéhlavá Charlotta věřila, že obnovení mexické koruny bude představovat misi, která přinese řád a civilizaci pod vládou habsburského rodu, jenž bude opět vládnout říši, kde slunce nikdy nezapadá; rozhodně argumentovala, aby překonala manželovy pochybnosti. Maxmilián mexickou korunu přijal a manželé se připravili na cestu do Nového světa.

## Mexická císařovna

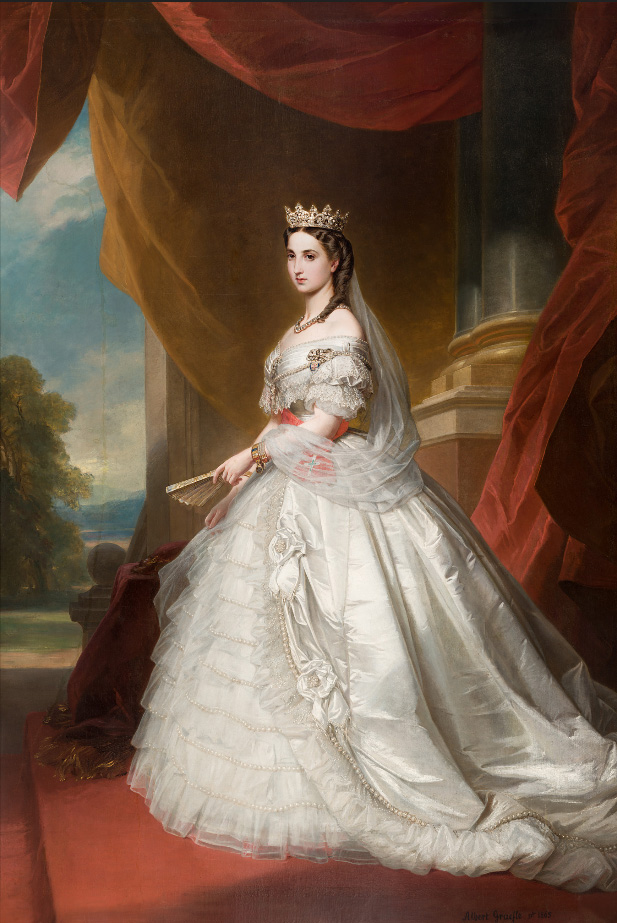
Mexická císařovna Carlota na portrétu Alberta Gräfla, 1864

Dne 10. dubna 1864 byli Maxmilián a Charlotta ve státním apartmá zámku Miramare neformálně prohlášeni císařem a císařovnou Mexika. Potvrdil, že přání mexického lidu mu umožňuje považovat se za legitimního zvoleného zástupce lidu. Ve skutečnosti se arcivévoda nechal přesvědčit několika mexickými konzervativci, kteří ho nesprávně ujistili o masivní podpoře lidu. Jako podpůrné dokumenty předložila mexická deputace „listiny o přistoupení“, které obsahovaly počty obyvatel v údajně dotazovaných lokalitách v Mexiku. Maxmilián delegaci pověřil, aby „všemi prostředky zajistila blahobyt, prosperitu, nezávislost a celistvost tohoto národa."
Téhož večera byla naplánována oficiální večeře v Miramare ve velkém salonu v Les Mouettes. Maxmilián se nyní nacházel na pokraji nervového zhroucení a odešel do svých komnat, kde ho vyšetřil jeho lékař August von Jilek, který shledal nového císaře prokřehlým a natolik zdrceným, že mu lékař nařídil odpočinek v zahradním domku panství. Charlotta proto předsedala hostině sama. Odjezd do Mexika byl stanoven na 14. dubna. Po nalodění na rakouskou fregatu SMS Novara a v doprovodu francouzské fregaty Thémis byl Maxmilián klidnější. Spolu s Charlottou se zastavili v Římě, aby přijali požehnání papeže Pia IX. Během papežské audience v paláci Maffei Marescotti 19. dubna se vyhnuli tématu navrácení církevního majetku zabaveného mexickou republikánskou vládou. Papež však zdůraznil, že Maxmilián bude muset respektovat práva církve.
Během dlouhé cesty se Charlotta a Maxmilián jen zřídkakdy bavili o vážných diplomatických a politických problémech, kterým měli v Mexiku čelit. Místo toho trávili čas podrobnými přípravami etikety svého budoucího dvora. Začali psát šestisetstránkový rukopis týkající se ceremoniálních funkcí, který upravoval protokol v jeho nejmenších aspektech. SMS Novara se zastavila na Madeiře a Jamajce. Před posledním zastavením na Martiniku se lodě setkaly se silnými bouřkami. S přístavem Veracruz před očima napsala Charlotte své babičce: „Za několik hodin se dotkneme země naší nové vlasti... Jsem nadšená tropy a o motýlech a kolibřících se mi jen zdá... Nikdy bych nevěřila, že co se týče krajů, kde budeme žít, se má přání také zcela vyplnila."
Maxmilián a Charlotta připluli do přístavu ve Veracruzu 28. května 1864 a 12. června vstoupili do Mexico City, kde byli vřele přivítáni. Národní palác, který vyžadoval rozsáhlou rekonstrukci, na ně neudělal dojem, a tak dali přednost hradu Chapultepec jako své nové císařské rezidenci. Jako letní sídlo si vybrali Cortésův palác v Cuernavace. Krátce po svém příjezdu do Mexika zahájili nákladné úpravy různých nemovitostí a okolí, přestože mexická státní pokladna byla v kritickém stavu. Charlotta se ujala vedoucí úlohy při různých slavnostech, vojenských přehlídkách, plesech a divadelních představeních uváděných na jejich počest. Předsedala také nově vytvořenému mexickému císařskému řádu svatého Karla neboli „Orden Imperial de San Carlos“, určenému k ocenění charitativních nebo jiných služeb mexickému národu.
Navzdory idylickým popisům Mexika, které Maxmilián a Charlotta psali svým příbuzným do Evropy, netrvalo dlouho a uvědomili si nejistotu a nepořádek, které sužovaly jejich říši. Jejich sídla neustále sledovala početná ozbrojená stráž, která měla za úkol zatlačit povstalecké bandy, jež se potulovaly v okolí. Po francouzské intervenci, podporované belgickými a rakouskými kontingenty a místními mexickými císařskými jednotkami, následovala dlouhá občanská válka, která narušila všechny aspekty mexického života. Přibližně 30 000 až 40 000 vojáků francouzských expedičních sil vedených maršálem Bazainem muselo čelit četným střetům vedeným partyzány na území čtyřikrát větším, než je území Francie.

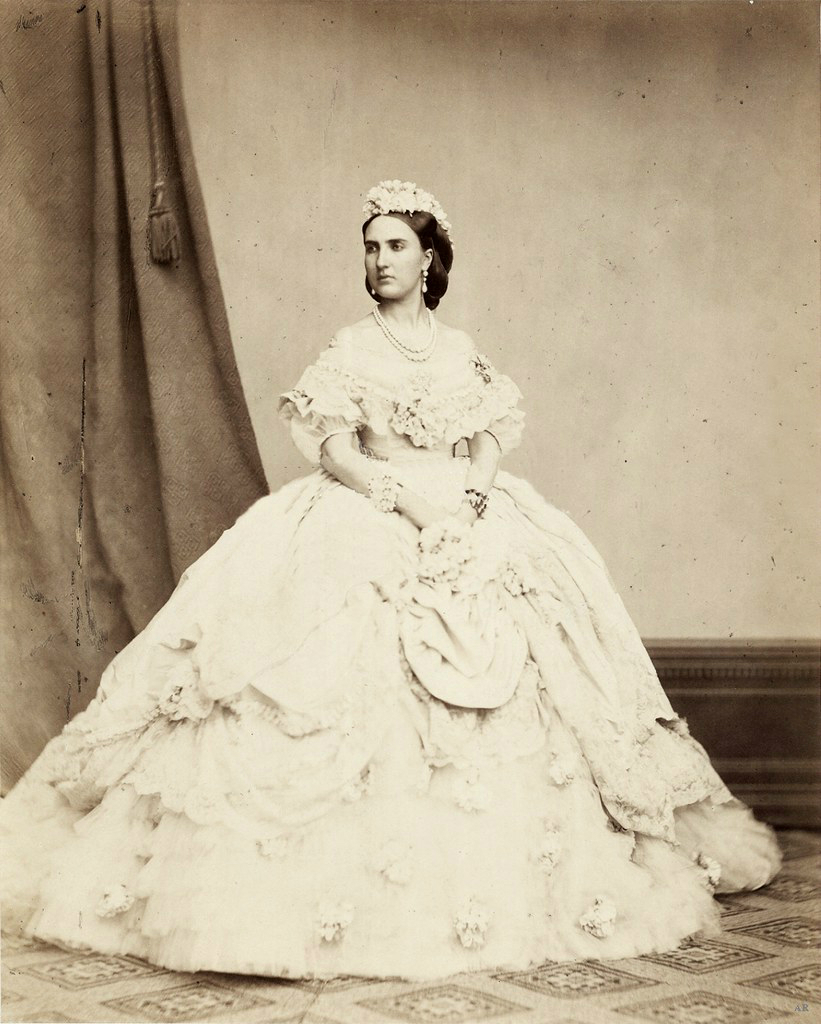
Císařovna Carlota, 1864

Druhé mexické císařství podporovala konzervativní menšina mexického lidu, mexická šlechta, duchovenstvo a některé domorodé skupiny. Císař se marně pokoušel smířit liberální a konzervativní strany. Rozhodl se provádět liberální politiku tím, že schválil sekularizaci církevního majetku ve prospěch národního majetku, což si znepřátelilo konzervativce a duchovenstvo. V době své nepřítomnosti v Mexico City, někdy i několik měsíců, jmenoval Maxmilián regentkou Charlottu: předsedala ministerské radě a o nedělích pořádala veřejné audience. Popularita panovníků klesala již před koncem prvního roku jejich vlády.
Bezdětný Maxmilián se v září 1865 k Charlottině nesouhlasu rozhodl adoptovat Agustína de Iturbide y Green a Salvadora de Iturbide y de Marzána, vnuky Agustína I. de Iturbide, dřívějšího mexického císaře (r. 1822-23), a založil tak rod Habsbursko-Iturbidský. Agustínovi byly pouhé dva roky, když byl adoptován a na Maxmiliánův příkaz násilně oddělen od matky. Tato situace rozrušila Charlottu, která byla svým manželem donucena, aby si pro dítě od jeho biologických rodičů došla sama. V té době už bylo veřejné mínění o Maxmiliánovi téměř jednohlasně negativní. Udělil Agustínovi de Iturbide y Green titul „Jeho Výsost, princ z Iturbide“ a podobné císařské tituly byly uděleny různým členům rozvětvené rodiny dítěte. Postaral se také o to, aby tajná smlouva mezi ním a rodem Iturbide byla zveřejněna v evropských novinách, což znemožnilo Charlottě nebo komukoli jinému, aby se pokusil adopci zvrátit. Navzdory těmto krokům se zdá, že Maxmilián nikdy neměl v úmyslu dát Agustínovi nebo Salvadorovi trůn, protože nebyli královské krve. Sám vysvětloval, že to všechno byla jen šaráda, aby přesvědčil svého mladšího bratra arcivévodu Karla Ludvíka Rakouského, aby mu dal jednoho ze svých synů za dědice.
Rok po příjezdu Maxmiliána a Charlotty byla situace v Mexiku stále nestabilní. Charlotta napsala: „Protože katastrofa nepřichází sama, vnitrozemí je nadále pustošeno. Pásma se vynořují jakoby z podzemí tam, kde předtím žádná nebyla“. Neustálá otázka financování způsobila zhoršení vztahů mezi Francií a Mexikem. Republikáni bývalého mexického prezidenta Benita Juáreze začali získávat muže a zbraně ze Spojených států amerických, kde právě skončila občanská válka. Belgická legie čítající 4 000 mužů byla v bitvě u Tacámbaro (11. dubna 1865) juaristickými jednotkami drtivě poražena, ale pod velením podplukovníka (později generála) Alfreda van der Smissena zvítězila v bitvě u la Loma (16. července 1865).
Tváří v tvář této složité situaci se Maxmilián pod tlakem maršála Bazaina a francouzské armády rozhodl přijmout politiku tvrdých represí vůči povstalcům. Dne 3. října 1865 vydal „Černý dekret," který sice sliboval amnestii disidentům, kteří se vzdali, ale ve svém prvním článku prohlašoval: „Všechny osoby patřící k bandám nebo ozbrojeným shromážděním existujícím bez zákonného oprávnění, ať už se hlásí k politické zámince nebo ne [...], budou vojensky souzeny stannými soudy. Budou-li vinni, i když jde jen o pouhou příslušnost k ozbrojené tlupě, budou odsouzeni k trestu smrti a rozsudek bude vykonán do 24 hodin“. Na základě tohoto dekretu bylo bez soudu popraveno několik set povstalců a politických odpůrců. 

### Návštěva Yucatánu
6. listopadu 1865 zahájila Charlotta oficiální návštěvu vzdálené provincie Yucatán, která trvala téměř dva měsíce. Bez Maxmiliána, ale v doprovodu impozantního doprovodu, odjela na lodi Tabasco, která byla ve špatném stavu a jejíž náklon velmi ztěžoval plavbu přes Mexický záliv. Yucatán, vzdálený tragickým událostem, které krvavě zasáhly zbytek Mexika, císařovnu poměrně vřele přivítal. Tato cesta začala řadou slavností, které předcházely jejímu příjezdu do Méridy, hlavního města provincie. Charlotta pak využila příležitosti k návštěvě ruin starobylého mayského města Uxmal, kde obdivovala archeologické zajímavosti. Během pobytu napsala řadu dopisů a zpráv o poloostrově, které jsou dnes archivovány v Rakouském národním archivu a v Kongresové knihovně. Když se Charlotta den před Novým rokem 1866 znovu setkala s Maxmiliánem v Cuernavace, informoval ji o nových legislativních projektech, které vymyslel. Charlotta s manželem zůstala několik dní v Cuernavace, kde se 6. ledna ráno dozvěděla o smrti svého otce, belgického krále Leopolda I., který zemřel téměř před čtyřmi týdny. O dva měsíce později, 24. března, se charlotta dozvěděla, že v Anglii zemřela její babička z matčiny strany Marie Amálie, královna-vdova francouzská; k níž byla hluboce připoutána.

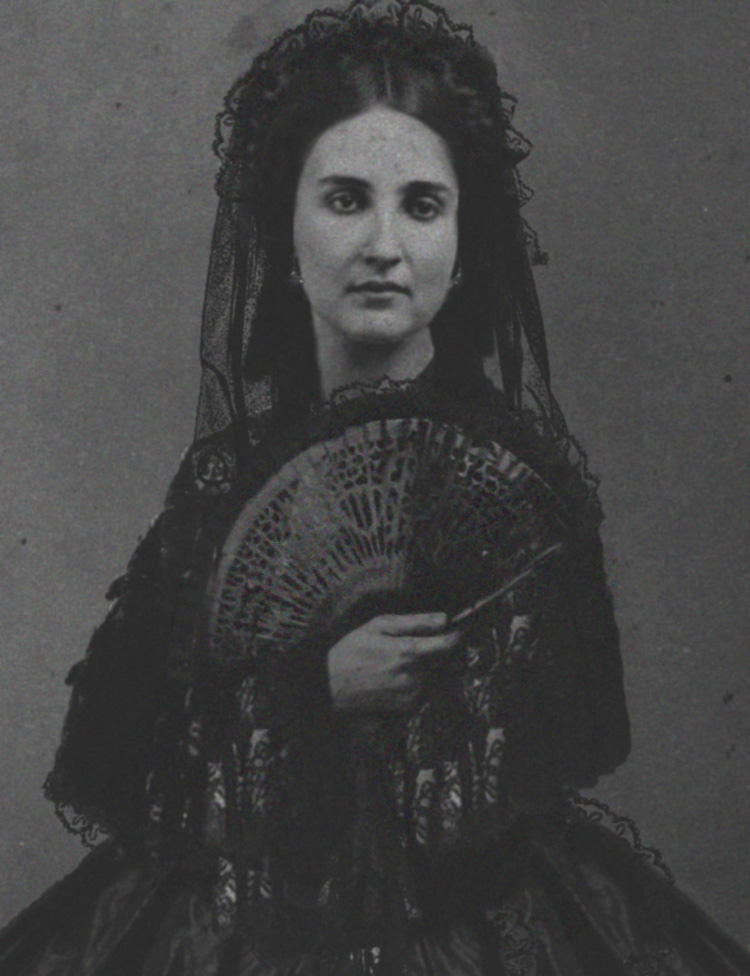
Císařovna Carlota Mexická, 1866

V lednu 1866 se císař Napoleon III. pod vlivem nepřátelství francouzské veřejnosti vůči mexické expedici rozhodl zahájit stahování svých jednotek podporujících císařskou věc v Mexiku. Toto strategické stažení bylo potenciálně osudovou ranou pro rodící se mexickou monarchii; na konci stahování francouzských expedičních sil by Maxmiliánovi zůstala pouze podpora malého počtu císařských mexických vojáků a kontingentu belgických a rakouských dobrovolníků, kteří byli snadno přečísleni povstaleckými silami. Oznámení o francouzském stažení podnítilo belgickou legaci k opuštění země. V zoufalé snaze zachránit manželův trůn se Charlotta rozhodla osobně přesvědčit Napoleona III. k přehodnocení jeho rozhodnutí. Dne 9. července 1866 se Charlotta s Maxmiliánovým souhlasem vydala z přístavu Veracruz na transatlantické zaoceánské lodi Impératrice Eugénie do Evropy. Doprovázel ji ministr zahraničních věcí Martín del Castillo y Cos a její dva adoptivní synové, princové z Iturbide.
Následně se rozšířila fáma, že Charlotta krátce před svou cestou do Evropy otěhotněla se svým pobočníkem Alfredem van der Smissenem a počátkem roku 1867 porodila syna. Tuto fámu historici vyvrátili.

### Návrat do Evropy
Dne 8. srpna 1866 dorazila císařovna Charlotta se svými dvěma adoptivními syny a Martinem del Castillo do přístavu Saint-Nazaire, kde je místo oficiálního uvítacího ceremoniálu přivítal Juan Almonte se svou ženou. Odtud odjela vlakem do Paříže, kam dorazila 9. srpna. Během cesty dostala Charlotta telegraf od Napoleona III. s informací, že je strašně nemocný, ale to ji příliš neodradilo. Na zámku Saint-Cloud obdržel Napoleon III. upoutaný na lůžko telegram od Charlotty se žádostí o rozhovor. Nejprve poslal svou manželku císařovnu Evženii do hotelu Le Grand Hôtel, kde Charlotta bydlela, v naději, že odhodlanou císařovnu Mexika odradí od jejích plánů setkat se s ním osobně. Charlotta se však nenechala odradit a Evženie domluvila první schůzku mezi nimi na následující den, 11. srpna, v Saint-Cloud.
Přestože si Charlotta pečlivě připravila argumenty ve dvacetistránkovém spisu, setkání s Napoleonem III. skončilo naprostým neúspěchem. Pronesla dlouhý, vášnivý projev, v němž Napoleonovi III. připomněla jeho sliby a smlouvu z Miramaru, ale císař byl ve svém postoji neochvějný a potvrdil, že nemůže rozhodnout o ničem bez souhlasu svých ministrů a že odmítá vyjednat nové finanční a vojenské záruky ve prospěch Mexika. Její mise byla zmařena, u Charlotty se začaly projevovat příznaky paranoie a došlo k hlubokému kognitivnímu a emocionálnímu kolapsu. O dva dny později se vrátila do Saint-Cloud, aby se pokusila o další jednání s Napoleonem III. Rozpoutala se živá diskuse za přítomnosti císařovny Evženie, která klesla do křesla a předstírala mdloby. Zde se projevily první příznaky Charlottina duševního zhroucení, když se přemožena smutkem vrhla do nedalekého křesla a hystericky vzlykala. Rada ministrů 18. srpna 1866 potvrdila postoj Napoleona III. a formálně se postavila proti zachování jakékoli vojenské přítomnosti Francie v Mexiku. Dne 19. srpna se Napoleon III. osobně vydal do Le Grand Hôtel na třetí a poslední setkání s Charlottou, aby jí potvrdil, že Francie již nebude v Mexiku dále působit.
Otřesena odmítavým postojem Napoleona III. odjela Charlotta 21. srpna z Francie na zámek Miramare v Terstu; během cesty se její duševní zdraví zhoršilo - když procházela kolem jednoho sedláka, nabyla přesvědčení, že je to vrah. Vytrvale křičela na svého kočího, aby jel rychleji. Kvůli stahování belgických a rakouských vojsk z Mexika se vyhýbala cestě přes Brusel a Vídeň a Charlotta nevyhledala pomoc ani u své, ani u manželovy rodiny. Šarlotin zesnulý otec, král Leopold I., měl o mexickém dobrodružství pochybnosti a jeho syn, nyní Leopold II. sice kdysi věrně podporoval ambice své sestry, ale už nemohl ignorovat nepřátelský postoj Belgičanů k dalšímu angažmá v Mexiku, zejména s ohledem na značné ztráty, které tam belgická legie utrpěla. Charlotta se nyní ocitla v izolaci a nemohla již počítat s další evropskou podporou.
V Miramare na ni čekal Maxmiliánův vzkaz, v němž ji žádal, aby se dostavila na audienci k papeži Piovi IX. do Říma. Po měsíčním pobytu v Terstu odjela Charlotta do Vatikánu, aby se pokusila získat od papeže trvalou podporu pro císařský režim v Mexiku. Papež Pius IX. však neviděl důvod, proč by měl církev dále zatahovat do katastrofálního mexického počinu. Na cestě do Říma se u Charlotty projevily další známky zhoršujícího se duševního zdraví; při zastávce na noc ve městě Bolzano v Jižním Tyrolsku, které bylo tehdy součástí rakouského císařství, Charlotta informovala Martína del Castillo, že se necítí dobře, a trvala na tom, že je to způsobeno tím, že ji otrávili špióni a zrádci z řad jejího doprovodu.
24. září 1866 dorazila Charlotta do Říma. O tři dny později, 27. září, měla audienci u papeže Pia IX., ale jak se dalo očekávat, pontifik se zdráhal využít svého vlivu k zásahu do francouzské politiky ve prospěch mexického císařství. Charlotta byla zoufalá. Zmocnilo se jí zoufalství a paranoia, a tak se zavřela ve svém hotelu. Oblékla se do smutečních šatů a ve strachu z jedu si odpírala jídlo a vodu. Požádala, aby ji odvedli k Fontáně di Trevi, aby uhasila žízeň, protože od předchozího dne nepila žádnou tekutinu. Dne 1. října se Charlotta vydala do Vatikánu na další setkání s papežem, stále oblečená ve smutečním a s tváří, která údajně vykazovala zapadlé oči a zarudlé tváře. Hystericky plakala, odmítla se vrátit do hotelu a prosila, aby ji na noc ukryli v papežských apartmánech, protože byla přesvědčena, že venku na ni čekají atentátníci vyslaní Napoleonem III. Papež nechal Charlottu sníst část své vlastní večeře a v rozporu s pravidly Svatého stolce pro ni nechal do papežské knihovny přestěhovat postel, čímž se Charlotta stala první známou ženou, která spala ve Vatikánu. V následujících dnech se omezovala na svůj hotelový pokoj a vycházela pouze na pití vody z veřejných fontán s pohárem, který si odnesla z papežských apartmánů.
Král Leopold II. byl znepokojen zprávami, které dostal od Charlotty, a proto vyslal svého bratra prince Filipa, hraběte flanderského, do Říma, kam dorazil 8. října 1866. O dva dny později princ Filip doprovodil svou velmi sklíčenou a labilní sestru a oba prince z Iturbide na zámek Miramare. Tam Charlotta setrvávala ve své posedlosti otravou. Flanderský hrabě ohlásil nevyzpytatelné a podivné chování jejich sestry králi Leopoldovi II. Josef Gottfried von Riedel, vídeňský lékař, po vyšetření císařovny diagnostikoval „šílenství s utkvělými představami o pronásledování“ a domníval se, že mexické klima a ponižující zacházení, kterého se Charlottě ve Francii dostalo, její stav ještě zhoršily. V Miramare byla Charlotta izolována v pavilonu Gartenhausu pod dohledem rakouských bezpečnostních agentů. 

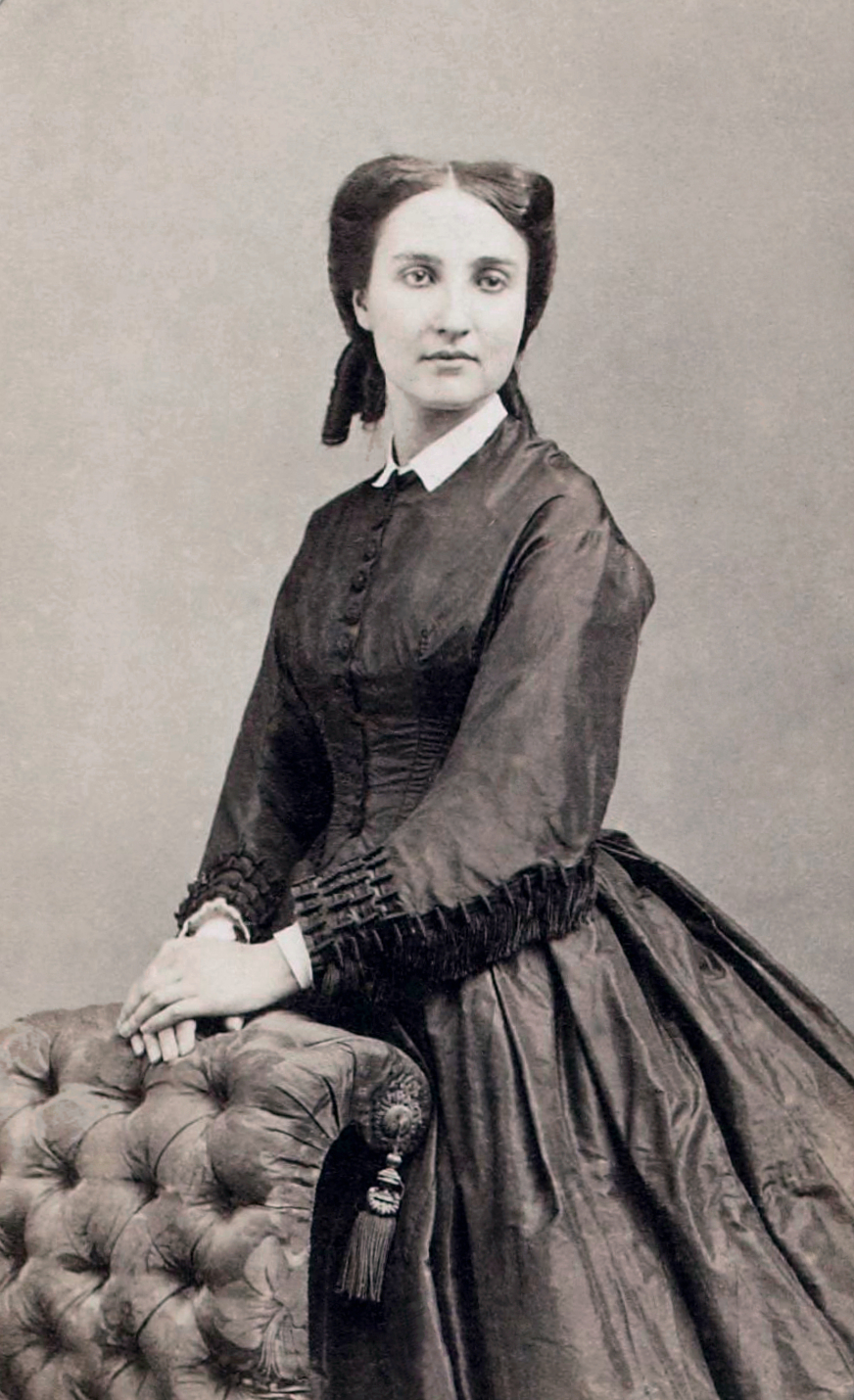
Císařovna Charlotta ve smutečním oděvu, 1867

Když se objevila zpráva o Maxmiliánově zajetí mexickými republikánskými jednotkami a jeho popravě v Santiagu de Querétaro 19. června 1867, přerušila belgická královská rodina návštěvu Paříže na Světové výstavě a počátkem července 1867 se vrátila do Bruselu. Nakonec se Charlottina rodina rozhodla, že jí o manželově smrti neřekne. Po Maxmiliánově smrti se stalo opatrovnictví nad Charlottou problémem: dosud se smiřovala s jejím uzavřením v Miramare, tehdy na rakouském území, v domnění, že manžel toto uzavření vyžaduje pro její bezpečnost. Její bratr Leopold II. se domníval, že není důvod, aby Charlotta zůstávala v Rakousku, a dával přednost tomu, aby se vrátila do své vlasti Belgie. Po Maxmiliánově zatčení 15. května však jeho bratr císař František Josef I. nechal obnovit Maxmiliánova práva a tituly člena habsburského rodu ve snaze zachránit mu život, neboť byl přesvědčen, že povstalci by se neodvážili zastřelit rakouského arcivévodu. Následně Charlotta znovu získala status rakouské arcivévodkyně, a proto její příbuzní zůstali jejími zákonnými poručníky.
Rakouský císař vyslal na hrad Miramare jménem Habsburků hraběte Karla z Bombelles a Maxmiliánova přítele, lékaře Augusta von Jilek. Na příkaz Františka Josefa I. se hrabě Bombelles zasadil o to, aby Charlotta zůstala v Miramare. V červenci 1867 vyslal král Leopold II. do Vídně svou manželku, Marii Jindřišku Rakouskou a svého důvěrníka barona Augusta Goffineta, aby císaře prosili o umožnění co nejrychlejšího propuštění Charlotty a jejího návratu do Belgie. Když královna Marie Jindřiška dorazila 14. července 1867 do Miramare, zjistila, že Charlotta je v hrozném fyzickém i psychickém stavu, protože s ní rakouské bezpečnostní složky posledních devět měsíců zacházely jako s vězeňkyní. Po dvou týdnech vyjednávání se královně Marii Jindřišce a Goffinetovi podařilo Charlottu zbavit péče příbuzných a přesvědčit ji, aby se s nimi vrátila do Belgie. O tento úspěch se velkou měrou zasloužil Jan Frans Bulckens, belgický psychiatr, kterého Leopold II. vyslal, aby se o sestru postaral. Bulckens a jeho lékařský tým Charlottu pečlivě sledovali a rozhodli, že vzhledem k duševnímu stavu císařovny vdovy jí nelze říci o popravě jejího manžela. S pomocí tohoto lékařského týmu vymyslela královna Marie Jindřiška plán, jak předat své švagrové falešný telegram od Maxmiliána, v němž ji žádal, aby se vrátila do Bruselu. Plán vyšel a Charlotta s belgickou delegací naposledy opustila Miramare.
Po Charlottině odchodu z Rakouska se Vídeň a Brusel nadále přely o otázku Charlottina dědictví. Císař František Josef I. svěřil svou švagrovou do péče svého mladšího bratra, arcivévody Karla Ludvíka Rakouského, aby zachoval její dědictví. Historik André Castelot ve svém díle Maximilien et Charlotte : la tragédie de l'ambition potvrdil teorii, že po Maxmiliánově popravě v Mexiku se Charlottini příbuzní starali především o osud jejího majetku, nikoli o zdraví a blaho samotné Charlotty. Pro rakouský císařský dvůr bylo ve finančním zájmu udržet ji v Miramare. Tam její jmění střežil Eduard von Radonetz, miramarský prefekt, ale když se vrátila do Belgie, byl vídeňský dvůr nucen vyplatit její věno Leopoldovi II.

## Císařovna vdova
Po příjezdu do Belgie pobývala Charlotta až do 8. října 1867 v Pavilonu de Tervueren u Bruselu, který nechal postavit Charles Vander Straeten pro nizozemského krále Viléma II. Rezidence však byla nedostatečně zařízená a v zimě špatně vytápěná. Proto se připojila ke králi Leopoldovi II. a královně Marii Jindřišce v paláci Laeken, kde se přestěhovala do bývalých apartmánů svých bratrů. Když se Charlotta v lednu 1868 konečně dozvěděla o popravě svého manžela, k níž došlo půl roku předtím, byla zdrcená. V souboru téměř 400 dopisů nalezených v roce 1995 (určených především francouzskému důstojníkovi, s nímž se seznámila v Mexiku, Charlesi Loyselovi) prohlašuje, že je „mrtvá“ při pádu mexického císařství. Tyto dopisy svým počtem a rozsahem (někdy až dvacet stran) přinášejí také svědectví o jejím každodenním životě přerušovaném záchvaty paranoie a o tom, jak s ní bylo zacházeno.
Dva Charlottini adoptivní synové, princové z Iturbide, ji následovali do Belgie, ale později byli oba posláni studovat do Anglie. Agustín de Iturbide y Green později emigroval do Spojených států, zatímco Salvador de Iturbide y de Marzán zůstal v Evropě. V květnu 1869 Charlotta opustila palác v Laekenu a vrátila se do pavilonu de Tervueren, kde bylo do jejích služeb přiděleno 37 osob. Pokračovala ve vášnivém uctívání památky svého zesnulého manžela a shromažďovala vše, co mu patřilo. Poté, co byl 2. března 1879 Pavilion de Tervueren zničen požárem (což Charlottu paradoxně potěšilo), trvale sídlila na zámku Bouchout v Meise (nedaleko paláce Laeken), který pro ni získal její bratr, král Leopold II. V posledních letech svého života král na péči o sestru pilně dohlížel. Císařovna vdova z Mexika psala dopisy, v nichž vyjadřovala hlubokou vděčnost za péči, které se jí dostávalo od jejího bratra a synovců.

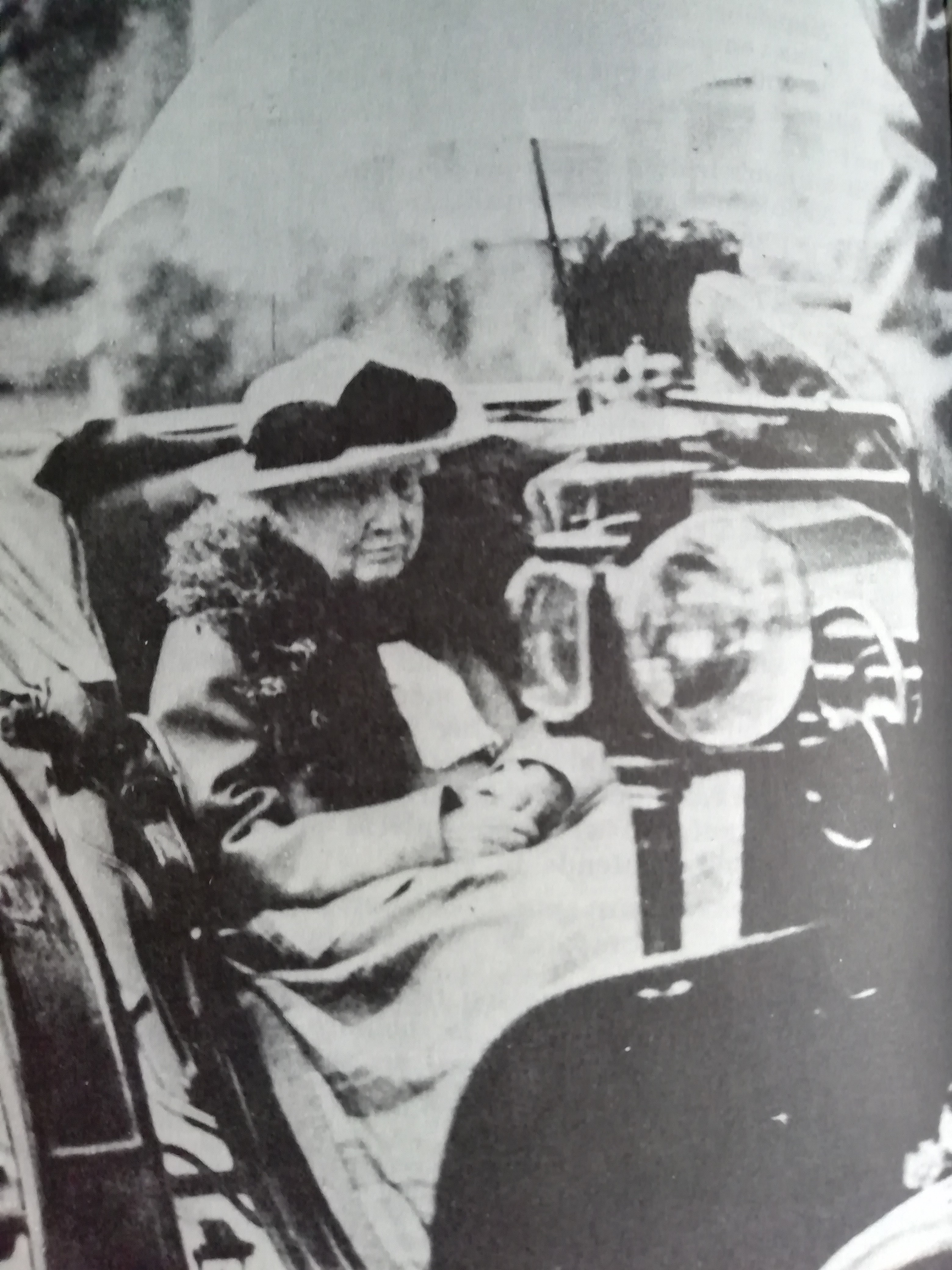
Charlotta v kočáře taženém koňmi, chráněná deštníkem, projíždějící se parkem panství Bouchout, asi 1914.

Charlotta zcela zmizela z veřejného prostoru, chráněna vysokými branami svého panství a strážemi, které je chránily. Návštěvy přijímala pouze od své rodiny: především od svých švagrových, královny Marie Jindřišky a hraběnky z Flander. O nedělích přicházel na hrad Bouchout sloužit mši opat. Aby se rozptýlila, chodila na procházky, vyšívala, hrála karty a poslouchala gramofon. O smrti svých blízkých příbuzných (krále Leopolda II. v roce 1909 a své švagrové, hraběnky flanderské, manželky jejího bratra Filipa, v roce 1912), ani o smrti svého služebnictva se nedozvěděla, protože se na jejich nepřítomnost nikdy neptala.
Během první světové války byla Belgie napadena. Pouze malá část země zůstala bez německé okupace, město De Panne, kde až do podpisu příměří 11. listopadu 1918 žil král Albert I., Charlottin synovec. Během války se Charlotta se svou rodinou nesetkala. Navzdory konfliktu ji postavení arcivévodkyně rakouské chránilo před německými okupanty a její způsob života zůstal nezměněn. Na střeše zámku Bouchout vyvěsila rakousko-uherskou vlajku a v březnu 1916 se jeden německý důstojník dotazoval, proč na pozemku v okupované Belgii vlají rakouské barvy. V reakci na to nechal generál Moritz von Bissing, stojící v čele německé císařské generální vlády v Belgii, připevnit na bránu hradu nápis, který zněl takto: „Toto panství, majetek belgické koruny, je obsazeno Jejím Veličenstvem císařovnou mexickou, arcivévodkyní rakouskou, švagrovou císaře Františka Josefa, našeho slavného spojence. Nařizuji německým vojákům, kteří tudy budou projíždět, aby nezvonili a nechali místo nedotčené.“
Charlotta zemřela pokojně na zámku Bouchout 19. ledna 1927 ve věku 86 let po zápalu plic způsobeném chřipkou.
O tři dny později, 22. ledna, neslo její rakev za hustého sněžení šest bývalých belgických legionářů, kteří přežili výpravu do Mexika. Byla pohřbena v královské kryptě kostela Panny Marie v Laekenu za přítomnosti krále Alberta I. a jeho synů, vévody brabantského a hraběte flanderského. Dne 25. ledna byla v kostele v Meise sloužena pohřební mše za přítomnosti celé belgické královské rodiny: Král Albert I., královna Alžběta, jejich tři děti vévoda brabantský, hrabě flanderský a princezna Marie Josefa, vévodkyně brabantská, princ a princezna Napoleonovi a také princezna Klementina. Velkou část Charlottina osobního jmění spravoval král Leopold II. a nakonec bylo použito na financování koloniálního podniku Kongo.

## Vývod z předků
|                    |                                            |  |                           |                                           |  |  |  |  |  |  |  | František Josiáš Sasko-Kobursko-Saalfeldský |
|                    |                                            |  |                           |                                           |  |  |  |  |  |  |  |                                             |
|                    | Arnošt Fridrich Sasko-Kobursko-Saalfeldský |  |                           |                                           |  |  |  |  |  |  |  |                                             |
|                    |                                            |  |                           |                                           |  |  |  |  |  |  |  |                                             |
|                    |                                            |  |                           | Anna Žofie Schwarzbursko-Rudolstadtská    |  |  |  |  |  |  |  |                                             |
|                    |                                            |  |                           |                                           |  |  |  |  |  |  |  |                                             |
|                    | František Sasko-Kobursko-Saalfeldský       |  |                           |                                           |  |  |  |  |  |  |  |                                             |
|                    |                                            |  |                           |                                           |  |  |  |  |  |  |  |                                             |
|                    |                                            |  |                           | Ferdinand Albrecht II. Brunšvický         |  |  |  |  |  |  |  |                                             |
|                    |                                            |  |                           |                                           |  |  |  |  |  |  |  |                                             |
|                    | Žofie Antonie Brunšvicko-Wolfenbüttelská   |  |                           |                                           |  |  |  |  |  |  |  |                                             |
|                    |                                            |  |                           |                                           |  |  |  |  |  |  |  |                                             |
|                    |                                            |  |                           | Antonie Amálie Brunšvicko-Wolfenbüttelská |  |  |  |  |  |  |  |                                             |
|                    |                                            |  |                           |                                           |  |  |  |  |  |  |  |                                             |
|                    | Leopold I. Belgický                        |  |                           |                                           |  |  |  |  |  |  |  |                                             |
|                    |                                            |  |                           |                                           |  |  |  |  |  |  |  |                                             |
|                    |                                            |  |                           | Jindřich XXIX. Reuss z Ebersdorfu         |  |  |  |  |  |  |  |                                             |
|                    |                                            |  |                           |                                           |  |  |  |  |  |  |  |                                             |
|                    | Jindřich XXIV. z Reuss-Ebersdorfu          |  |                           |                                           |  |  |  |  |  |  |  |                                             |
|                    |                                            |  |                           |                                           |  |  |  |  |  |  |  |                                             |
|                    |                                            |  |                           | Žofie Teodora Castellsko-Remlingenská     |  |  |  |  |  |  |  |                                             |
|                    |                                            |  |                           |                                           |  |  |  |  |  |  |  |                                             |
|                    | Augusta Reuss Ebersdorf                    |  |                           |                                           |  |  |  |  |  |  |  |                                             |
|                    |                                            |  |                           |                                           |  |  |  |  |  |  |  |                                             |
|                    |                                            |  |                           | Jiří August Erbašsko-Schönberský          |  |  |  |  |  |  |  |                                             |
|                    |                                            |  |                           |                                           |  |  |  |  |  |  |  |                                             |
|                    | Karolína Ernestina Erbašsko-Schönberská    |  |                           |                                           |  |  |  |  |  |  |  |                                             |
|                    |                                            |  |                           |                                           |  |  |  |  |  |  |  |                                             |
|                    |                                            |  |                           | Ferdinanda Henrietta ze Stolberg-Gedernu  |  |  |  |  |  |  |  |                                             |
|                    |                                            |  |                           |                                           |  |  |  |  |  |  |  |                                             |
| Charlotta Belgická |                                            |  |                           |                                           |  |  |  |  |  |  |  |                                             |
|                    |                                            |  |                           |                                           |  |  |  |  |  |  |  |                                             |
|                    |                                            |  | Ludvík Filip I. Orleánský |                                           |  |  |  |  |  |  |  |                                             |
|                    |                                            |  |                           |                                           |  |  |  |  |  |  |  |                                             |
|                    | Ludvík Filip II. Orléanský                 |  |                           |                                           |  |  |  |  |  |  |  |                                             |
|                    |                                            |  |                           |                                           |  |  |  |  |  |  |  |                                             |
|                    |                                            |  |                           | Luisa Henrietta Bourbonská                |  |  |  |  |  |  |  |                                             |
|                    |                                            |  |                           |                                           |  |  |  |  |  |  |  |                                             |
|                    | Ludvík Filip                               |  |                           |                                           |  |  |  |  |  |  |  |                                             |
|                    |                                            |  |                           |                                           |  |  |  |  |  |  |  |                                             |
|                    |                                            |  |                           | Ludvík Jan Maria Bourbonský               |  |  |  |  |  |  |  |                                             |
|                    |                                            |  |                           |                                           |  |  |  |  |  |  |  |                                             |
|                    | Luisa Marie Adelaida Bourbonská            |  |                           |                                           |  |  |  |  |  |  |  |                                             |
|                    |                                            |  |                           |                                           |  |  |  |  |  |  |  |                                             |
|                    |                                            |  |                           | Marie Tereza Felicitas Estenská           |  |  |  |  |  |  |  |                                             |
|                    |                                            |  |                           |                                           |  |  |  |  |  |  |  |                                             |
|                    | Luisa Marie Orleánská                      |  |                           |                                           |  |  |  |  |  |  |  |                                             |
|                    |                                            |  |                           |                                           |  |  |  |  |  |  |  |                                             |
|                    |                                            |  |                           | Karel III. Španělský                      |  |  |  |  |  |  |  |                                             |
|                    |                                            |  |                           |                                           |  |  |  |  |  |  |  |                                             |
|                    | Ferdinand I. Neapolsko-Sicilský            |  |                           |                                           |  |  |  |  |  |  |  |                                             |
|                    |                                            |  |                           |                                           |  |  |  |  |  |  |  |                                             |
|                    |                                            |  |                           | Marie Amálie Saská                        |  |  |  |  |  |  |  |                                             |
|                    |                                            |  |                           |                                           |  |  |  |  |  |  |  |                                             |
|                    | Marie Amálie Neapolsko-Sicilská            |  |                           |                                           |  |  |  |  |  |  |  |                                             |
|                    |                                            |  |                           |                                           |  |  |  |  |  |  |  |                                             |
|                    |                                            |  |                           | František I. Štěpán Lotrinský             |  |  |  |  |  |  |  |                                             |
|                    |                                            |  |                           |                                           |  |  |  |  |  |  |  |                                             |
|                    | Marie Karolína Habsbursko-Lotrinská        |  |                           |                                           |  |  |  |  |  |  |  |                                             |
|                    |                                            |  |                           |                                           |  |  |  |  |  |  |  |                                             |
|                    |                                            |  |                           | Marie Terezie Habsburská                  |  |  |  |  |  |  |  |                                             |
|                    |                                            |  |                           |                                           |  |  |  |  |  |  |  |                                             |